# Якамото Такасі (плавець)
Якамото Такасі (23 липня 1978) — японський плавець.
Призер Олімпійських Ігор 2004 року, учасник 1996, 2000 років.
Призер Чемпіонату світу з водних видів спорту 2003, 2007 років.
Призер Чемпіонату світу з плавання на короткій воді 1999 року.
Призер Пантихоокеанського чемпіонату з плавання 1995, 1999, 2006 років.
Переможець Азійських ігор 1998, 2002, 2006 років.